# Andrènids
Els andrènids (Andrenidae) són una àmplia família d'himenòpters apòcrits. Es tracta d'abelles quasi cosmopolites (absents a Austràlia), no paràsites, la majoria de les quals habiten en àrees temperades o àrides. Inclou 2.917 espècies amb alguns gèneres enormes (per exemple Andrena amb més de 1.300 espècies, Perdita amb 800).
Les de la subfamília Oxaeinae, són tan diferents en aparença que històricament estaven en famílies separades, però anàlisis filogenètiques van revelar que han de classificar-se en les Andrenidae, molt prop de les Andreninae. Són abelles típicament petites a moderades, freqüentment amb escopes en els segments basals de la pota, agregat a la pota (o tíbia), per a la recol·lecció de pol·len. Són comunament oligolèctiques (especialment dins de la subfamília Panurginae), és a dir que recullen pol·len d'unes poques espècies de plantes, generalment estretament relacionades. Per tant, són pol·linitzadors relativament especialitzats.